# East Allington
East Allington – wieś i civil parish w Anglii, w Devon, w dystrykcie South Hams. W 2011 civil parish liczyła 727 mieszkańców. East Allington jest wspomniana w Domesday Book (1086) jako Alintone. Częścią East Allington jest przysiółek The Mounts, oddalony o około milę.